# Finkenberg/Lerchenberg
Finkenberg/Lerchenberg ist ein Naturschutzgebiet in der niedersächsischen Stadt Hildesheim.

## Beschreibung
Das 257,0 ha große Gebiet mit der Kennzeichen-Nummer NSG HA 211 liegt westlich von Moritzberg und Neuhof. Im Gebiet liegen der 220 m hohe Finkenberg und der 243 m hohe Lerchenberg. Das Naturschutzgebiet, das mit Erstverordnung vom 23. Juli 1976 unter Schutz gestellt wurde, ist Bestandteil des FFH-Gebietes 115 „Haseder Busch, Giesener Berge, Gallberg, Finkenberg“. Zuständig ist die Stadt Hildesheim als untere Naturschutzbehörde.
Das Naturschutzgebiet erstreckt sich über 4,5 km in Nord-Süd-Richtung. Es ist ein seit mehr als 150 Jahren bewaldeter Höhenzug aus Muschelkalkgestein.
Es handelt sich um einen der nördlichsten Kalkbuchenwälder Niedersachsens. Viele Pflanzenarten wachsen am Rande ihres natürlichen Verbreitungsgebietes. Eine Besonderheit stellen lindenreiche Eichen-Hainbuchenwälder dar. Sie sind vermutlich aus ehemaligen Niederwäldern hervorgegangen.